# Moduł z gradacją
Moduł M nad pierścieniem R nazywamy modułem z gradacją lub g-modułem, lub R-g-modułem, jeśli istnieje taki ciąg {\displaystyle \{M^{n}\}} podmodułów modułu M, że {\displaystyle M=\bigoplus _{n}M^{n}.} Ciąg {\displaystyle \{M^{n}\}} nazywamy gradacją modułu M.

## Homomorfizmg-modułów
Niech {\displaystyle M,{\overline {M}}} będą dwoma g-modułami, a {\displaystyle \{M^{n}\}} i {\displaystyle \{{\overline {M}}^{n}\}.} Homomorfizmem stopnia r {\displaystyle M\to {\overline {M}}} tych g-modułów nazywamy taki R-homomorfizm {\displaystyle f\colon M\to {\overline {M}},} że {\displaystyle f(M^{n})\subset {\overline {M}}^{n+r}} dla każdego n.
Stąd wynika, że homomorfizm g-modułów jest wyznaczony przez ciąg R-homomorfizmów {\displaystyle f^{n}\colon M^{n}\to {\overline {M}}^{n+r}.} Na odwrót, każdy ciąg R-homomorfizmów {\displaystyle f^{n}\colon M^{n}\to {\overline {M}}^{n+r}} wyznacza homomorfizm stopnia r g-modułów.

### Własności
- Złożenie g-homomorfizmów g-modułów jest g-homomorfizmem, którego stopień jest sumą stopni homomorfizmów składanych.
- Homomorfizm tożsamościowy {\displaystyle 1_{M}\colon M\to M} jest g-homomorfizmem stopnia 0.

## Podmoduły
Podmodułem g-modułu {\displaystyle M} (nad pierścieniem R) o gradacji {\displaystyle \{M^{n}\}} nazywamy taki podmoduł {\displaystyle {\overline {M}}} R-modułu {\displaystyle M} z gradacją {\displaystyle \{{\overline {M}}^{n}\},} że
{\displaystyle {\overline {M}}=\bigoplus _{n}({\overline {M}}\cap M^{n}).}
Wynika stąd, że ciąg {\displaystyle \{{\overline {M}}\cap M^{n})\}} jest gradacją g-modułu {\displaystyle {\overline {M}}}.

### Własności
- Jeśli {\displaystyle M'} i {\displaystyle M''} są podmodułami g-modułu {\displaystyle M,} to {\displaystyle M'\cap M''} jest również podmodułem g-modułu M.
- Jeśli {\displaystyle M'} i {\displaystyle M''} są podmodułami g-modułu {\displaystyle M,} to {\displaystyle M'+M''} jest również podmodułem g-modułu M.

## Gradacja indukowana
Załóżmy, że {\displaystyle M'} jest podmodułem g-modułu {\displaystyle M.} Gradację {\displaystyle \{{\overline {M}}^{n}\}} w module ilorazowym {\displaystyle {\overline {M}}=M/M',} zdefiniowaną następująco:
{\displaystyle {\overline {M}}^{n}=M^{n}/(M'\cap M^{n})}
nazywamy gradacją indukowaną przez gradację modułu {\displaystyle M}.